# Kiinaalik
Kiinaalik [kiːˈnaːlik] (nach alter Rechtschreibung Kînâlik) ist eine wüst gefallene grönländische Siedlung im Distrikt Nanortalik in der Kommune Kujalleq.

## Lage
Kiinaalik war der nordwestlichste Ort des heutigen Distrikts und liegt an der Südwestküste einer Halbinsel am Meeresgebiet Qaarsup Kangia. Die nächstgelegenen Orte sind Eqalugaarsuit 11 km nordwestlich, Alluitsup Paa 15 km südsüdöstlich und Saarloq 16 km westsüdwestlich.

## Geschichte
Kiinaalik wurde um 1800 besiedelt. 1915 siedelte die Bevölkerung nach Nuugaarsuk auf der anderen Seite der Halbinsel um und Kiinaalik wurde aufgegeben.